# Битерфелд-Волфен
Битерфелд-Волфен (њем. Bitterfeld-Wolfen) град је у њемачкој савезној држави Саксонија-Анхалт. Једно је од 10 општинских средишта округа Анхалт-Битерфелд. Према процјени из 2010. у граду је живјело 46.971 становника. Посједује регионалну шифру (AGS) 15082015, NUTS (DEE05) и LOCODE (DE BID) код.

## Географски и демографски подаци
Битерфелд-Волфен се налази у савезној држави Саксонија-Анхалт у округу Анхалт-Битерфелд. Град се налази на надморској висини од 75-90 метара. Површина општине износи 87,3 km².

## Становништво
У самом граду је, према процјени из 2010. године, живјело 46.971 становника. Просјечна густина становништва износи 538 становника/km².

## Међународна сарадња
| Мјесто | Држава    | Врста сарадње | Од    |
| ------ | --------- | ------------- | ----- |
|        | Румунија  | партнерство   | 2008. |
|        | Француска | партнерство   | 1994. |
| Извор  |           |               |       |